# Подвязье (Пречистенское сельское поселение)
Подвязье — деревня в Гагаринском районе Смоленской области России. Входит в состав Пречистенского сельского поселения. Население — 5 жителей (2007 год). 
Расположена в северо-восточной части области в 21 км к северо-западу от Гагарина, в 29 км севернее автодороги М1 «Беларусь», на берегу реки Яуза. В 24 км юго-восточнее деревни расположена железнодорожная станция Гагарин на линии Москва — Минск. 

## История
В годы Великой Отечественной войны деревня была оккупирована гитлеровскими войсками в октябре 1941 года, освобождена в марте 1943 года.